# Вагинален газ
Вагинален газ или вагинална флатуленция (на английски: vaginal flatulence) представлява процес на отделяне на въздух от влагалището. Може да възникне по време на или след полов акт, както и при разтягане или извършване на различни упражнения. Звукът при отделяне на този въздух донякъде е сравним с флатуленция от ануса, но не включва отпадъчни газове и по този начин често не е свързан със специфична миризма.
Шумно изхвърляне на въздух може да се почувства по време на полов акт, когато при проникването на мъжкия генитален орган се компресира въздух във влагалището, а след изваждането му същият се разширява, което се съпровожда с типичния звук. Според някои автори по време на полов акт въздухът може буквално да се всмуква във влагалището, да попадне в капан в задния вагинален форникс и вероятно вследствие на резки движения да бъде освободен, произвеждайки шум. Вагиналният газ по време на коитус няма клинично значение, не трябва да бъде смущаващ и не зависи както от формата на вагината и пениса, така и от позата, заета по време на коитус.
В много редки случаи отделянето на подобни газове може да е признак за по-сериозни състояния, които изискват медицинско лечение, като вагинални фистули. Вагиналният газ със силна миризма на фекални вещества може да бъде резултат от коловагинална фистула, сериозно състояние, включващо разкъсване между влагалището и дебелото черво, което може да бъде резултат от операция, раждане, заболявания и др. Това състояние може да доведе до инфекция на пикочните пътища и други усложнения. Вагиналният газ също може да бъде симптом на вътрешен генитален пролапс, състояние, най-често причинено от раждане.
Вагинална флатуленция може да бъде предизвикана и автономно, чрез стягане мускулите на влагалището, което води до освобождаване на въздух.